# Gare de Tabia
La gare de Tabia est une gare ferroviaire algérienne située sur le territoire de la commune de Tabia, dans la wilaya de Sidi Bel Abbès.

## Situation ferroviaire
Établie à une altitude de 623,590 m, la gare est située au point kilométrique (PK) 74,883 de la ligne de Oued Tlelat à Béchar, où elle est précédée de la gare de Boukhanafis et suivie de celle de Sidi Ali Benyoub. Elle est en outre la gare origine de la ligne de Tabia à Akid Abbes où elle est suivie de la gare de Aïn Tallout.
| \| Boukhanafis Sidi Ali Benyoub Sidi Bel Abbès Tabia Moulay Slissen Redjem Demouche Tlemcen \| Localisation de la gare de Tabia dans la wilaya de Sidi Bel Abbès. |
| Boukhanafis Sidi Ali Benyoub Sidi Bel Abbès Tabia Moulay Slissen Redjem Demouche Tlemcen                                                                          |

## Histoire

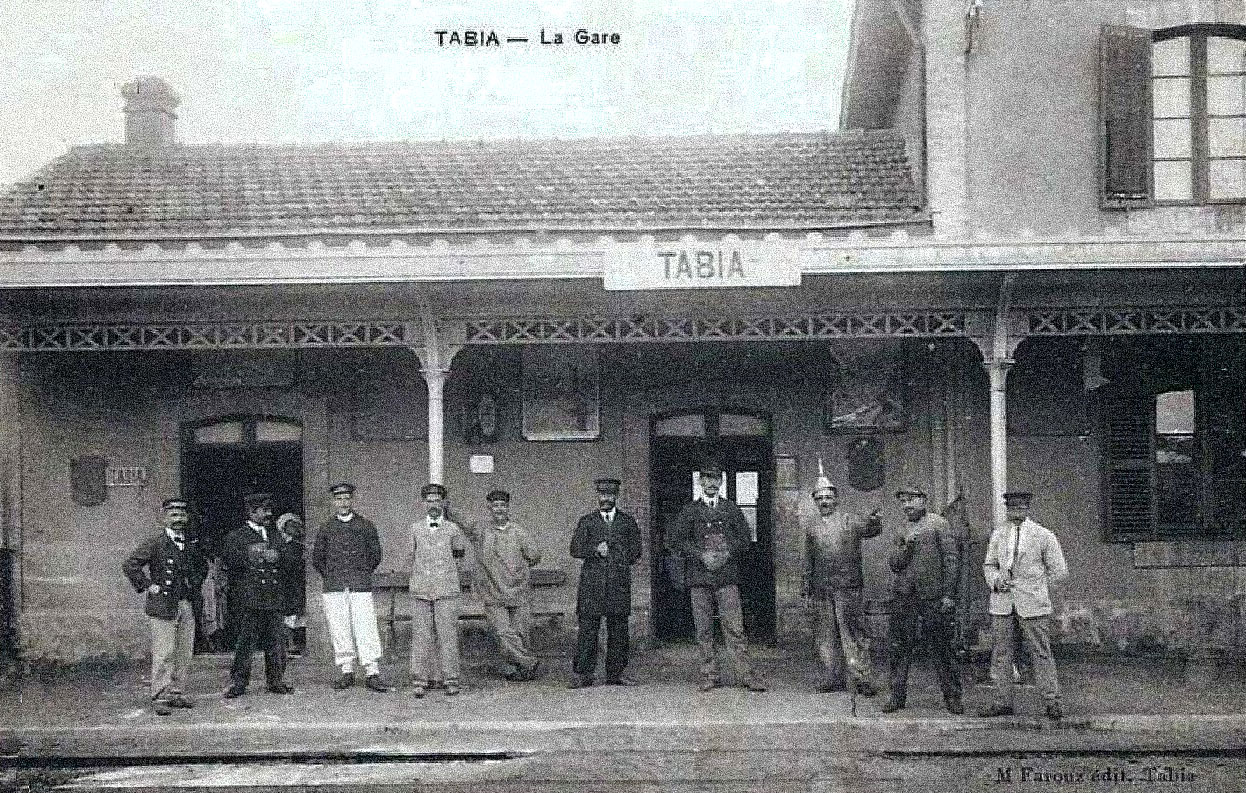
Vue de la gare au début du XXe siècle.

La gare est mise en service en 1883 lors de l'ouverture de la section de Sidi Bel Abbès à Tabia de la ligne de Sainte-Barbe-du-Tlélat à Oujda,.

## Service des voyageurs

### Dessertes
La gare de Tabia est desservie par :
- les trains grandes lignes de la liaison Oran - Béchar[4] ;
- les trains régionaux des liaisons :
  - Oran - Mécheria[5] ;
  - Oran - Saïda[6] ;
  - Oran - Tlemcen[7] ;
  - Sidi Bel Abbès - Frenda[8].

## Galerie

Sélection de vues la gare
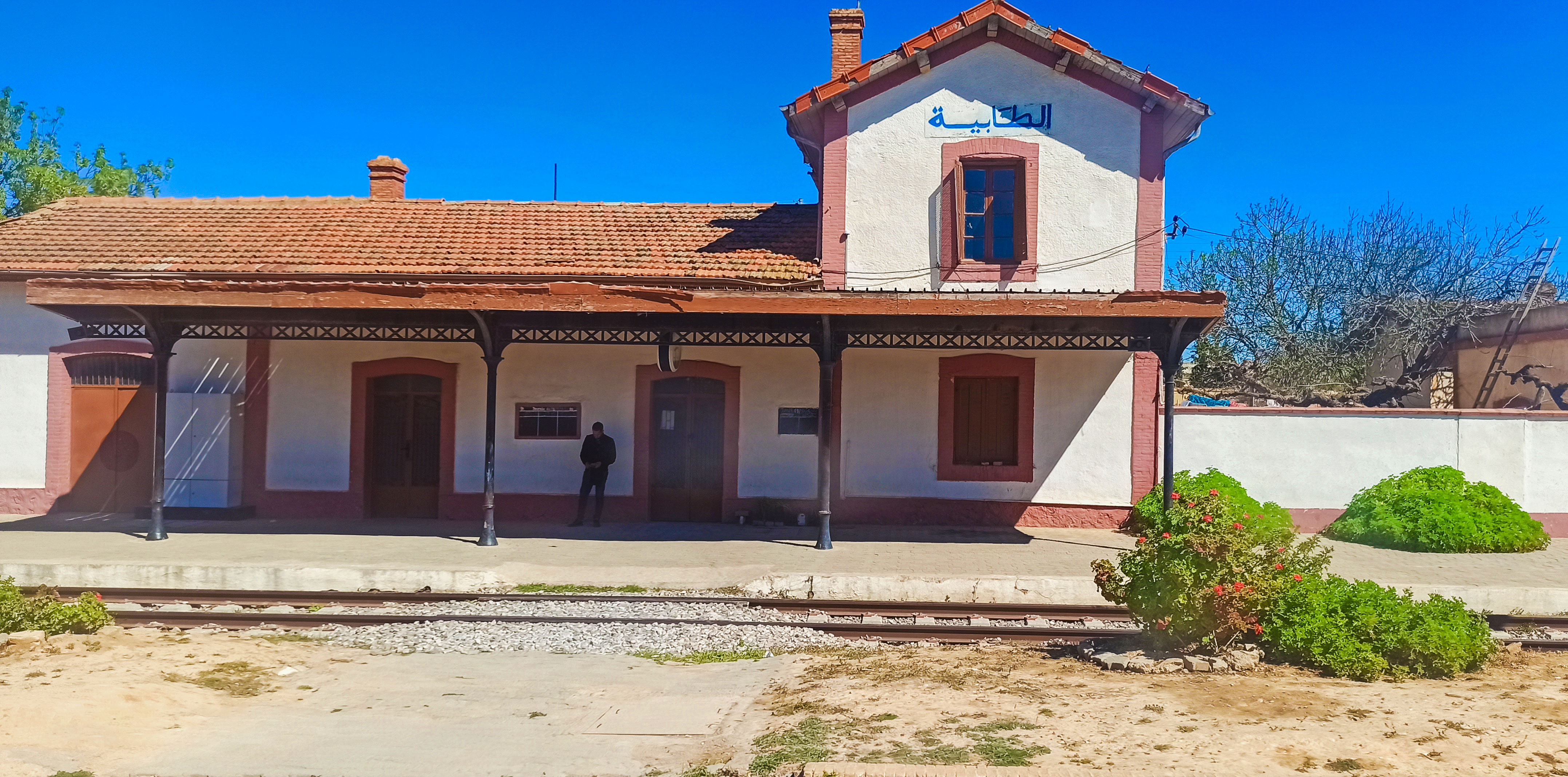
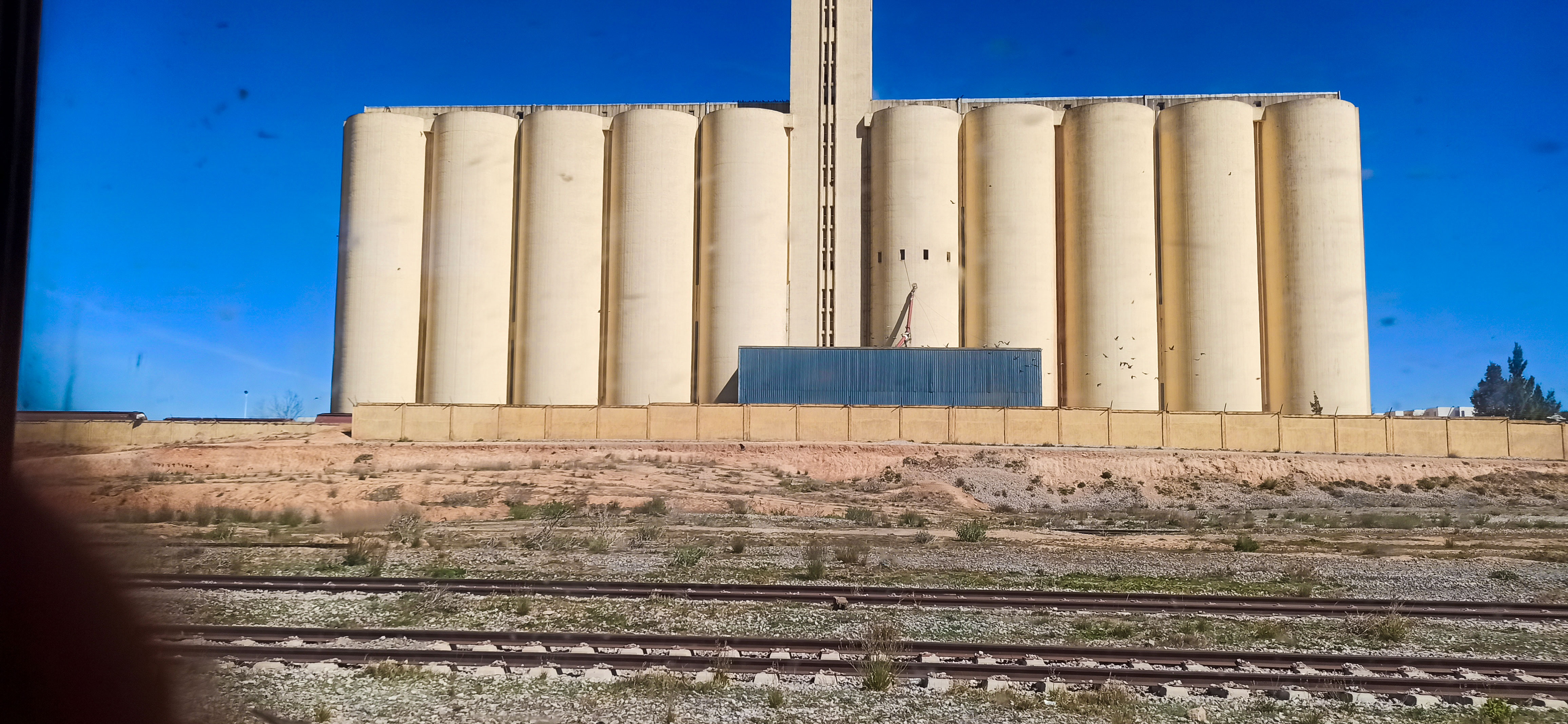
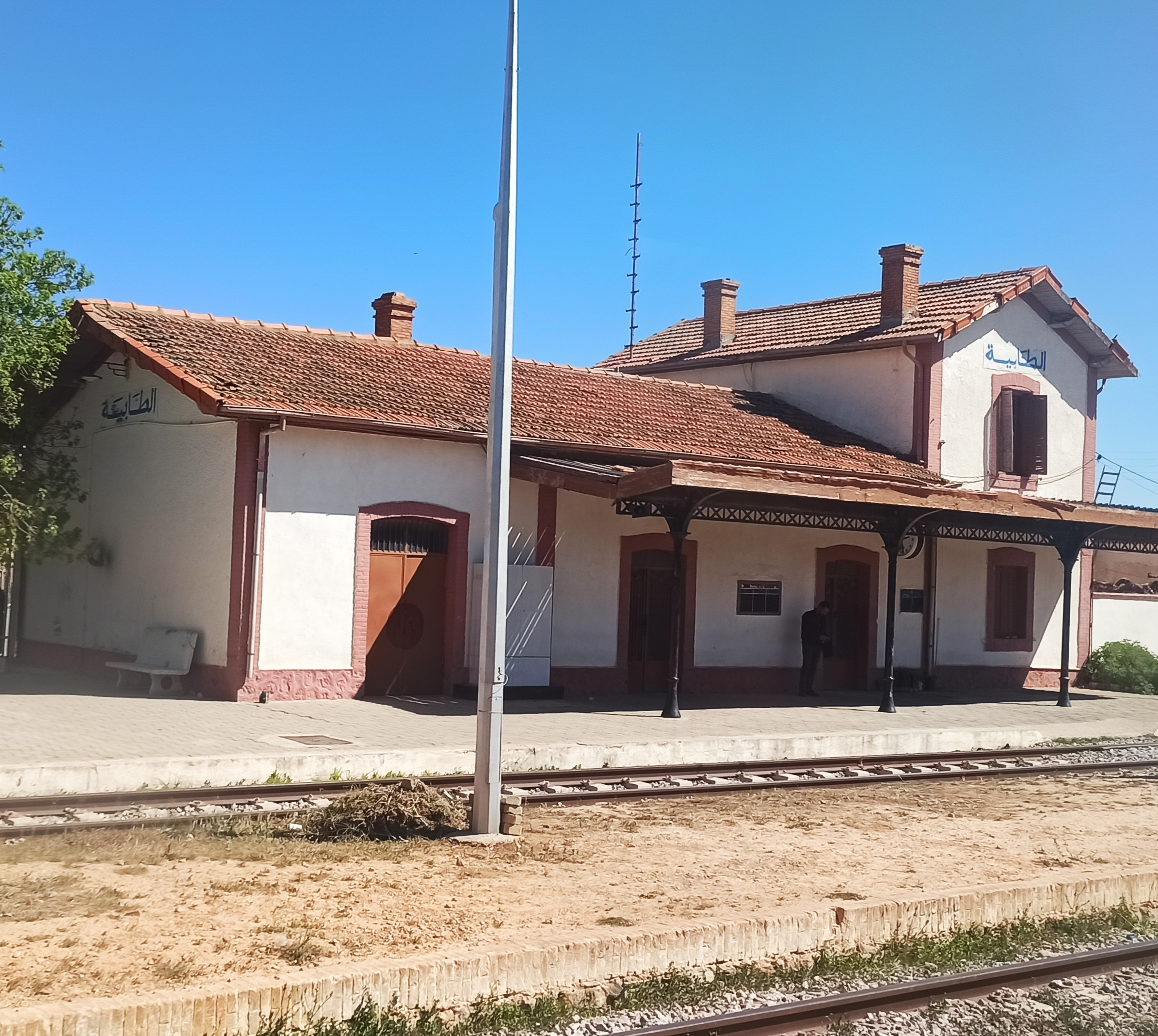